# Glenn Anderson
Temple de la renommée : 2008
Glenn Christopher Anderson (né le 2 octobre 1960 à Vancouver dans la province de la Colombie-Britannique au Canada) est un joueur professionnel canadien de hockey sur glace. Il a gagné à six reprises la Coupe Stanley trophée suprême de la Ligue nationale de hockey et a gagné deux médailles (argent et or) avec l'équipe du Canada.

## Biographie

### Carrière en club
Il commence sa carrière dans la ligue junior de sa province, la Ligue de hockey de la Colombie-Britannique en 1977 et il joue également au cours de cette saison dans la Ligue de hockey de l'Ouest du Canada avec les Bruins de New Westminster. Il ne joue cependant qu'un seul match avec les Bruins puis rejoint l'université de Denver et le championnat universitaire.
Au cours du repêchage d'entrée dans la Ligue nationale de hockey, il est choisi par les Oilers d'Edmonton et intègre leur effectif la saison suivante. Il reste dix saisons au sein de la franchise et gagne la Coupe Stanley en 1984, 1985, 1987, 1988 et 1990.
À la suite de ces cinq coupes Stanley, il part en compagnie de Grant Fuhr au sein des Maple Leafs de Toronto. Il passe un peu plus de deux saisons dans avec les Maple Leafs dépassant la barre symbolique des 1 000 points. Il participe à la progression des Maple Leafs jusqu'à la demi-finale d'association des séries éliminatoires 1993. La saison suivante, il rejoint les Rangers de New York en retour de Mike Gartner peu de temps avant le début des séries. Il gagne ainsi sa sixième Coupe Stanley en battant les Canucks de Vancouver.
Malheureusement pour lui, à la suite de cette dernière victoire, il ne joue quasiment plus les saisons suivantes passant des Rangers aux Blues puis retournant avec les Oilers pour un bout de la saison 1995-1996. Il joue également dans des championnats Élites européens (en Allemagne pour les Augsburger Panther, en Finlande avec l'équipe de Lukko Rauma) et il met fin à sa carrière en 1997 à deux réalisations des 500 buts marqués en carrière.
Il est intronisé au Temple de la renommée du hockey en novembre 2008.

### Carrière internationale
Il représente l'équipe du Canada lors des compétitions suivante :
- Rendez-Vous '87 (série de matchs contre l'URSS)
- Coupe Canada 1984 et en 1987. Les canadiens gagnent à chaque fois la compétition.
- Championnat du monde en 1995 et 1996. Il gagne alors respectivement la médaille de bronze et d'argent.
- Jeux olympiques d'hiver de 1980. Les canadiens sont éliminés à l'issue du premier tour.

## Transactions
Anderson a été mêlé aux transactions suivantes :
- 19 septembre 1991 : il quitte les Oilers d'Edmonton, en compagnie de Grant Fuhr et Craig Berube pour rejoindre les Maple Leafs de Toronto en retour de Vincent Damphousse, Peter Ing, Scott Thornton et Luke Richardson.
- 21 mars 1994 : avant le début des séries, en compagnie de Scott Malone et d'un choix de 4e ronde de repêchage de 1994, il quitte les Maple Leafs pour les Rangers de New York en retour de Mike Gartner.
- 13 février 1995 : il est signé en tant qu'agent libre par les Blues de Saint-Louis.
- 22 janvier 1996 : il rejoint en tant qu'agent libre les Canucks de Vancouver mais ne jouera jamais avec eux puisque trois jours plus tard, les Oilers d'Edmonton le récupèrent.
- 12 mars 1996 : les Oilers le mettent en ballotage et il rejoint les Blues.

## Statistiques
Pour les significations des abréviations, voir Statistiques du hockey sur glace.

### En club
| Saison     | Équipe                    | Ligue      |       | Saison régulière | Saison régulière | Saison régulière | Saison régulière | Saison régulière |    | Séries éliminatoires | Séries éliminatoires | Séries éliminatoires | Séries éliminatoires | Séries éliminatoires |
| Saison     | Équipe                    | Ligue      | PJ    | B                | A                | Pts              | Pun              | PJ               | B  | A                    | Pts                  | Pun                  |                      |                      |
| 1977-1978  | Blazers de Bellingham     | LHCB       | 64    | 62               | 69               | 131              | 46               | -                | -  | -                    | -                    | -                    |                      |                      |
| 1977-1978  | Bruins de New Westminster | LHOC       | 1     | 0                | 1                | 1                | 2                | -                | -  | -                    | -                    | -                    |                      |                      |
| 1978-1979  | Pioneers de Denver        | NCAA       | 41    | 26               | 29               | 55               | 58               | -                | -  | -                    | -                    | -                    |                      |                      |
| 1979-1980  | Breakers de Seattle       | LHOu       | 7     | 5                | 5                | 10               | 4                | 2                | 0  | 1                    | 1                    | 0                    |                      |                      |
| 1980-1981  | Oilers d'Edmonton         | LNH        | 58    | 30               | 23               | 53               | 24               | 9                | 5  | 7                    | 12                   | 12                   |                      |                      |
| 1981-1982  | Oilers d'Edmonton         | LNH        | 80    | 38               | 67               | 105              | 71               | 5                | 2  | 5                    | 7                    | 8                    |                      |                      |
| 1982-1983  | Oilers d'Edmonton         | LNH        | 72    | 48               | 56               | 104              | 70               | 16               | 10 | 10                   | 20                   | 32                   |                      |                      |
| 1983-1984  | Oilers d'Edmonton         | LNH        | 80    | 54               | 45               | 99               | 65               | 19               | 6  | 11                   | 17                   | 33                   |                      |                      |
| 1984-1985  | Oilers d'Edmonton         | LNH        | 80    | 42               | 39               | 81               | 69               | 18               | 10 | 16                   | 26                   | 38                   |                      |                      |
| 1985-1986  | Oilers d'Edmonton         | LNH        | 72    | 54               | 48               | 102              | 90               | 10               | 8  | 3                    | 11                   | 14                   |                      |                      |
| 1986-1987  | Oilers d'Edmonton         | LNH        | 80    | 35               | 38               | 73               | 65               | 21               | 14 | 13                   | 27                   | 59                   |                      |                      |
| 1987-1988  | Oilers d'Edmonton         | LNH        | 80    | 38               | 50               | 88               | 58               | 19               | 9  | 16                   | 25                   | 49                   |                      |                      |
| 1988-1989  | Oilers d'Edmonton         | LNH        | 79    | 16               | 48               | 64               | 93               | 7                | 1  | 2                    | 3                    | 8                    |                      |                      |
| 1989-1990  | Oilers d'Edmonton         | LNH        | 73    | 34               | 38               | 72               | 107              | 22               | 10 | 12                   | 22                   | 20                   |                      |                      |
| 1990-1991  | Oilers d'Edmonton         | LNH        | 74    | 24               | 31               | 55               | 59               | 18               | 6  | 7                    | 13                   | 41                   |                      |                      |
| 1991-1992  | Maple Leafs de Toronto    | LNH        | 72    | 24               | 33               | 57               | 100              | -                | -  | -                    | -                    | -                    |                      |                      |
| 1992-1993  | Maple Leafs de Toronto    | LNH        | 76    | 22               | 43               | 65               | 117              | 21               | 7  | 11                   | 18                   | 31                   |                      |                      |
| 1993-1994  | Maple Leafs de Toronto    | LNH        | 73    | 17               | 18               | 35               | 50               | -                | -  | -                    | -                    | -                    |                      |                      |
| 1993-1994  | Rangers de New York       | LNH        | 12    | 4                | 2                | 6                | 12               | 23               | 3  | 3                    | 6                    | 42                   |                      |                      |
| 1994-1995  | Blues de Saint-Louis      | LNH        | 36    | 12               | 14               | 26               | 37               | 6                | 1  | 1                    | 2                    | 49                   |                      |                      |
| 1994-1995  | Lukko Rauma               | SM-liiga   | 4     | 1                | 1                | 2                | 0                | -                | -  | -                    | -                    | -                    |                      |                      |
| 1994-1995  | Augsburger Panther        | DEL        | 5     | 6                | 2                | 8                | 10               | -                | -  | -                    | -                    | -                    |                      |                      |
| 1995-1996  | Augsburger Panther        | DEL        | 9     | 5                | 3                | 8                | 48               | -                | -  | -                    | -                    | -                    |                      |                      |
| 1995-1996  | Oilers d'Edmonton         | LNH        | 17    | 4                | 6                | 10               | 27               | -                | -  | -                    | -                    | -                    |                      |                      |
| 1995-1996  | Blues de Saint-Louis      | LNH        | 15    | 2                | 2                | 4                | 6                | 11               | 1  | 4                    | 5                    | 6                    |                      |                      |
| 1996-1997  | HC La Chaux-de-Fonds      | LNA        | 23    | 14               | 15               | 29               | 103              | -                | -  | -                    | -                    | -                    |                      |                      |
| 1996-1997  | Hockey Club Bolzano       | Serie A    | 2     | 0                | 1                | 1                | 0                | -                | -  | -                    | -                    | -                    |                      |                      |
| Totaux LNH | Totaux LNH                | Totaux LNH | 1 129 | 498              | 601              | 1 099            | 1 120            | 225              | 93 | 121                  | 214                  | 442                  |                      |                      |

### En équipe nationale
| Année | Compétition          |   | PJ | B | A | Pts | Pun               |  | Résultat |
| 1980  | Jeux olympiques      | 6 | 2  | 2 | 4 | 4   | 6e place          |  |          |
| 1981  | Coupe Canada         | 8 | 1  | 4 | 5 | 16  | Finaliste         |  |          |
| 1984  | Coupe Canada         | 7 | 2  | 1 | 3 | 4   | Vainqueur         |  |          |
| 1987  | Coupe Canada         | 7 | 2  | 1 | 3 | 4   | Vainqueur         |  |          |
| 1989  | Championnat du monde | 6 | 2  | 2 | 4 | 4   | Médaille d'argent |  |          |
| 1992  | Championnat du monde | 6 | 2  | 1 | 3 | 16  | 7e place          |  |          |